# Apolysis cockerelli
Apolysis cockerelli är en tvåvingeart som först beskrevs av Axel Leonard Melander 1946.  Apolysis cockerelli ingår i släktet Apolysis och familjen svävflugor.
Artens utbredningsområde är New Mexico. Inga underarter finns listade i Catalogue of Life.